# Лик, Кен
Кеннет Лик (англ. Kenneth Leek; 26 июля 1935, Айнисибл, Гламорган — 19 ноября 2007, Девентри, Восточный Мидленд) — валлийский футболист, нападающий. Прежде всего известный по выступлениям за клубы «Брэдфорд Сити», «Лестер Сити» и «Бирмингем Сити», а также национальную сборную Уэльса.

## Клубная карьера
Во взрослом футболе дебютировал в 1952 году выступлениями за «Нортгемптон Таун», в котором провёл шесть сезонов, принял участие в 71 матче чемпионата и забил 26 голов. В составе «Нортгемптон Тауна» был одним из главных бомбардиров команды, имея среднюю результативность на уровне 0,37 гола за игру первенства.
Своей игрой за эту команду привлек внимание представителей тренерского штаба клуба «Лестер Сити», к составу которого присоединился в 1958 году. Сыграл за команду из Лестера следующие три сезона своей игровой карьеры. Большинство времени, проведённого в составе «Лестер Сити», был основным игроком атакующего звена команды. В новом клубе был среди лучших голеадоров, отличаясь забитым голом в среднем не менее чем в каждой третьей игре чемпионата.
В 1961 году защищал цвета команды клуба «Ньюкасл Юнайтед», однако не смог пробиться в основной состав и был отдан в аренду в канадский «Монреаль Конкордия».
Однако в том же году вернулся на британские острова, где заключил контракт с клубом «Бирмингем Сити», в составе которого провёл следующие три года своей карьеры. Играя в составе «Бирмингем Сити» также выходил на поле в основном составе команды. И в этой команде продолжал регулярно забивать, в среднем 0,49 раза за каждый матч чемпионата.
В течение 1964—1965 годов вновь недолго защищал цвета клуба «Нортгемптон Таун», после чего перешёл в нижнелиговый клуб «Брэдфорд Сити», за который выступал на протяжении 1965—1968 годов.
В 1968 году вернулся в Уэльс, где сначала стал играющим тренером клуба «Рил», а позже играл за клубы «Мертир Таун» и «Тон Пентре», пока не завершил карьеру в 1970 году.
После того, как завершил свою карьеру, семья Лика поселилась в Давентри, где он работал в компании Ford Motor Company до выхода на пенсию в 1995 году. Умер в Давентри, в возрасте 72 лет, 19 ноября 2007 года после непродолжительной болезни.

## Выступления за сборную
В 1960 году дебютировал в официальных матчах в составе национальной сборной Уэльса. В течение карьеры в национальной команде, которая длилась 6 лет, провёл в форме главной команды страны 13 матчей и забил 5 голов. В составе сборной был участником чемпионата мира 1958 года в Швеции.

## Титулы и достижения
- Обладатель Кубка английской лиги: 1963